# Flughafen Naha

i7
i11
i13

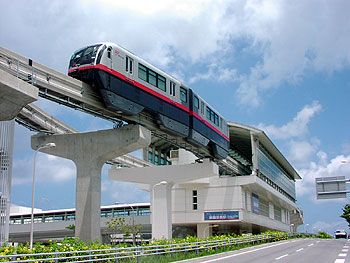
Bahnhof Naha Kūkō der Einschienenbahn Naha

Der Flughafen Naha (japanisch 那覇空港 Naha Kūkō, IATA-Code: OKA, ICAO-Code: ROAH) ist ein Regionalflughafen der japanischen Stadt Naha auf der Insel Okinawa. Er liegt etwa 2 Kilometer westlich des Stadtzentrums. Der Flughafen Naha gilt nach der japanischen Gesetzgebung als Flughafen 2. Klasse. Er bedient vornehmlich nationale Verbindungen, wobei auch einige internationale Verbindungen, meist nach Südkorea, China, Hongkong und Taiwan bestehen. Auf dem Flughafengelände befindet sich auch die Naha Air Base.
Im Jahr 2018 wurden 17.539.078 Passagiere im Inlandsflugbetrieb und 3.843.337 Passagiere im internationalen Flugbetrieb abgefertigt.

## Fluggesellschaften und Ziele
Im Inland werden etliche größere Flughäfen sowie Regionalstrecken bedient. International werden einige Ziele in Ost- und Südostasien angeflogen.

## Ausbau
Da die Grenzen der Abfertigungskapazität aufgrund der gestiegenen Nachfrage erreicht wurden, hat die Präfektur die Mittel zum Ausbau im Januar 2008 bewilligt und das Ministerium für Land, Infrastruktur und Transport hat den offiziell Ausbau der Start- und Landebahn in Auftrag gegeben. Die Planungen waren 2012 abgeschlossen. Die zweite Parallelpiste mit einer Länge von 2700 Metern wurde von Januar 2014 bis Dezember 2019 auf einer im Wasser aufgeschütteten Insel errichtet. Die Eröffnung der neuen Piste erfolgte am 26. März 2020.

## Zwischenfälle
- Am 24. Mai 1945 wurde eine Curtiss C-46/R5C-1 Commando der United States Navy (US Navy) (Luftfahrzeugkennzeichen Bu 39608) auf dem Militärflugplatz Okinawa-Naha irreparabel beschädigt. Über Personenschäden ist nichts bekannt.[7]

- Am 13. August 1945 verunglückte eine Curtiss C-46D-15-CU Commando der United States Army Air Forces (USAAF) (44-78112) im Anflug 0,8 Kilometer südwestlich des Militärflugplatzes Okinawa-Naha. Alle 31 Insassen, Besatzungsmitglieder und Passagiere, wurden getötet.[8]

- Am 5. März 1949 stürzte eine Curtiss C-46D-5-CU Commando der United States Air Force (USAF) (44-77335) kurz nach dem Start vom Militärflugplatz Okinawa-Naha ab. Von den 22 Insassen kamen 6 ums Leben.[9]

- Am 20. August 2007 fing eine Boeing 737-800 der taiwanischen China Airlines (B-18616) nach dem Einparken auf dem Flughafen Naha Feuer und brannte aus.[10] Es gab zwei Leichtverletzte. Als Unfallursache gilt ein durch Wartungsfehler gelockerter Stift, der den Tank beschädigte (siehe auch China-Airlines-Flug 120).